# Cắt đen
Cắt đen (Falco subniger) là một loài chim trong họ Falconidae.